# 원영옥
원영옥은 대한민국의 텔레비전 드라마 작가이다. 

## 주요 작품
- 2012년~2013년  MBC 아침 일일연속극 《사랑했나봐》(집필)
- 2014년 MBC 아침 일일연속극  《모두 다 김치》(집필)
- 2015년 MBC 저녁 일일연속극  《다시 시작해》(집필)
- 2018년~2019년 MBC 일요특별기획드라마 《내사랑 치유기》(집필)
- 2022년 MBC 저녁 일일연속극  《비밀의 집》(집필)